# Robert Förster
|  | No s'ha de confondre amb Robert Forster. |

Robert Förster (Markkleeberg, Saxònia, 27 de gener de 1978) és un ciclista alemany, ja retirat, que fou professional del 2001 al 2015.
En el seu palmarès destaquen dues victòries d'etapa al Giro d'Itàlia i una a la Volta a Espanya.

## Palmarès
- 2000
  - Vencedor d'una etapa del Giro del Cap
- 2001
  - Vencedor de 2 etapes de la Volta a Saxònia
  - Vencedor de d'una etapa de la Volta a Cuba
  - Vencedor d'una etapa del Giro del Cap
  - Vencedor d'una etapa del Trofeu Joaquim Agostinho
  - Vencedor d'una etapa de la Volta a Hessen
- 2002
  - Vencedor d'una etapa del Circuito Montañés
  - Vencedor d'una etapa de la Volta a Saxònia
- 2003
  - 1r a la Groningue-Münster
  - Vencedor d'una etapa de la Volta a Renània-Palatinat
- 2004
  - 1r a la Groningue-Münster
- 2005
  - Vencedor d'una etapa de la Volta a la Baixa Saxònia
- 2006
  - Vencedor de 2 etapes de la Volta a Dinamarca
  - Vencedor d'una etapa del Giro d'Itàlia
  - Vencedor d'una etapa de la Volta a Espanya
  - Vencedor d'una etapa del Ster Elektrotoer
  - Vencedor d'una etapa del Circuit de La Sarthe
- 2007
  - Vencedor de 2 etapes del Giro d'Itàlia
  - Vencedor d'una etapa de la Volta a Alemanya
  - Vencedor d'una etapa de la Setmana Internacional Coppi i Bartali
- 2008
  - 1r a la Veenendaal-Veenendaal
  - Vencedor de 2 etapes de la Volta a l'Algarve
  - Vencedor d'una etapa de la Volta a Polònia
- 2009
  - Vencedor d'una etapa de la Volta a Turquia
- 2011
  - Vencedor de 2 etapes de la Nature Valley Grand Prix
  - Vencedor d'una etapa del Tour de Langkawi
  - Vencedor d'una etapa de la Volta a Astúries
  - Vencedor d'una etapa del Tour del llac Qinghai
- 2013
  - Vencedor d'una etapa del Tour del llac Qinghai
- 2015
  - 1r a la Neuseen Classics

### Resultats al Tour de França
- 2005. 151è de la classificació general
- 2007. 135è de la classificació general
- 2008. 116è de la classificació general

### Resultats al Giro d'Itàlia
- 2004. 116è de la classificació general
- 2005. 137è de la classificació general
- 2006. 139è de la classificació general. Vencedor d'una etapa
- 2007. No surt (12a etapa). Vencedor d'una etapa
- 2008. No surt (14a etapa)
- 2009. 162è de la classificació general
- 2010. 96è de la classificació general

### Resultats a la Volta a Espanya
- 2006. 130è de la classificació general. Vencedor d'una etapa
- 2010. 137è de la classificació general